# Vampiresongs
Vampiresongs är ett studioalbum av det svenska hardcorebandet Shield, utgivet 1995.

## Låtlista
1. "Anima Annihilation" - 3:21
2. "Lost Love" - 1:59
3. "A Strange Song" - 3:12
4. "Twinkle, Twinkle Little Star" - 3:43
5. "24 Hours of Sunshine" - 3:21
6. "Die, Dinner, Die" - 3:47
7. "Pipe of Pride" - 3:29
8. "The Vampire Song" - 3:14
9. "Draken Puff och jag" - 2:36
10. "Neverending Story" - 2:43
11. "Justice" - 4:07